# Serica bidentata
Serica bidentata är en skalbaggsart som beskrevs av Ahrens 1999. Serica bidentata ingår i släktet Serica och familjen Melolonthidae. Inga underarter finns listade i Catalogue of Life.